# اوساسیو
اوساسیو (به ایتالیایی: Osasio) یک کومونه در ایتالیا است که در استان تورین واقع شده‌است.

## خصوصیات
اوساسیو ۴٫۵ کیلومترمربع مساحت و ۹۲۳ نفر جمعیت دارد و ۲۴۱ متر بالاتر از سطح دریا واقع شده‌است.